# Vanua Levu
Vanua Levu (precedentemente nota come Sandalwood Island) è la seconda isola più grande delle isole Figi. Situata 64 chilometri a nord della più grande Viti Levu, l'isola ha una superficie di 5.587,1 km² e una popolazione di circa 135.000 abitanti.

## Geografia
I geologi ritengono che Vanua Levu si sia formata dalla fusione di diverse isole che si sono amalgamate attraverso fasi successive di sollevamento. L'isola ha una forma simile ad un sottile triangolo con 30–50 km di larghezza e 180 chilometri di lunghezza con la punta rivolta a nord-est. L'isola è circondata da barriere coralline (tra le quali Cakaulevu Reef) ed è principalmente collinare.
L'isola è divisa orizzontalmente da una robusta catena montuosa, che costituisce gran parte del confine tra le province di Cakaudrove e Macuata. Le vette più alte sono il Monte Batini, noto anche come Nasorolevu, con un'altitudine di 1.111 metri sul livello del mare. Situato 16 chilometri più a nord-est c'è il Dikeva, conosciuto anche come Monte Thurston, con un'altitudine di 1.030 metri. 
Le catene montuose si trovano prossime alle coste ventose meridionali, pertanto le sere sono molto umide. La parte settentrionale dell'isola, invece, è asciutta otto mesi all'anno, condizione che rende possibile la coltivazione della canna da zucchero, la più importante coltura isolana. Vanua Levu ha un numerosi fiumi, tra cui il Labasa, la Wailevu, e la Qawa. Essi formano un delta prossimo alla città di Labasa.

## Demografia e attività economiche
I principali centri abitati sono le città di Labasa, nel nord, e Savusavu. Labasa, con una popolazione di quasi 25.000 abitanti al censimento del 1996, ha una grande comunità indiana, ed è un importante centro per lo zucchero. Savusavu è più piccola, con una popolazione di poco meno di 5.000 abitanti, ed è un centro turistico per le immersione subacquee e per la nautica da diporto.
La principale industria sull'isola è la produzione della canna da zucchero, in particolare nel nord. Quella della copra è un'altra importante coltura. Il turismo sta diventando una grande industria dell'isola.